# Holophaga
Holophaga es un género de bacterias gramnegativas de la familia Holophagaceae. Actualmente contiene una sola especie: Holophaga foetida. Fue descrita en el año 1995. Su etimología hace referencia a comer de todo. El nombre de la especie hace referencia a mala olor. Es anaerobia e inmóvil. Forma colonias traslúcidas, de color beige y con márgenes enteros. Temperatura de crecimiento entre 10-35 °C, óptima de 28-32 °C. Tiene un genoma de 4,1 Mpb y un contenido de G+C de 62,5%. Se ha aislado de una serie de diluciones de medio líquido inoculado con lodo de agua dulce de un dique en Constanza, Alemania. Tiene interés por su habilidad de degradar anaeróbicamente compuestos aromáticos y por producir compuestos volátiles de azufre.